# Nam Từ Liêm
Nam Từ Liêm là một quận nội thành cũ nằm ở phía tây thành phố Hà Nội, Việt Nam.
Nam Từ Liêm là quận có nhiều công trình kiến trúc hiện đại và quan trọng của thủ đô Hà Nội như Trung tâm Hội nghị Quốc gia, Sân vận động Quốc gia Mỹ Đình, Keangnam Hanoi Landmark Tower, Bảo tàng Hà Nội, Đại lộ Thăng Long, Trung tâm đào tạo thể dục, thể thao, VĐV Cấp cao Hà Nội,...

## Địa lý
Quận Nam Từ Liêm nằm cách trung tâm thành phố Hà Nội 10 km về phía tây, có vị trí địa lý:
- Phía đông giáp quận Cầu Giấy và quận Thanh Xuân
- Phía tây giáp huyện Hoài Đức
- Phía nam giáp quận Hà Đông
- Phía bắc giáp quận Bắc Từ Liêm.

Quận có diện tích 32,17 km², dân số năm 2020 là 269.076 người, mật độ dân số đạt 8.364 người/km².

## Lịch sử
Quận Nam Từ Liêm được thành lập theo Nghị quyết số 132/NQ-CP ngày 27 tháng 12 năm 2013 của Chính phủ, trên cơ sở điều chỉnh toàn bộ diện tích tự nhiên và dân số của 5 xã: Mễ Trì, Mỹ Đình, Trung Văn, Tây Mỗ, Đại Mỗ cùng với một phần xã Xuân Phương (phía Nam quốc lộ 32) và một phần  thị trấn Cầu Diễn (phía Nam quốc lộ 32 và phía Đông sông Nhuệ) thuộc huyện Từ Liêm. Đồng thời, thành lập 10 phường thuộc quận Nam Từ Liêm:
- Chuyển 3 xã Đại Mỗ, Tây Mỗ, Trung Văn thành 3 phường có tên tương ứng
- Chia xã Mễ Trì thành 2 phường: Mễ Trì, Phú Đô
- Chia xã Xuân Phương thành 2 phường: Phương Canh, Xuân Phương
- Chia xã Mỹ Đình thành 2 phường: Mỹ Đình 1, Mỹ Đình 2
- Thành lập phường Cầu Diễn trên phần diện tích đã được phân chia.
Sau khi thành lập, quận Nam Từ Liêm có 10 phường như hiện nay.
Ngày 27 tháng 4 năm 2021, Ủy ban Thường vụ Quốc hội ban hành Nghị quyết số 1263/NQ-UBTVQH14 (nghị quyết có hiệu lực từ ngày 1 tháng 7 năm 2021). Theo đó, điều chỉnh 1,86 ha diện tích tự nhiên thuộc địa giới hành chính phường Mỹ Đình 2 về phường Mai Dịch của quận Cầu Giấy quản lý.

## Hành chính

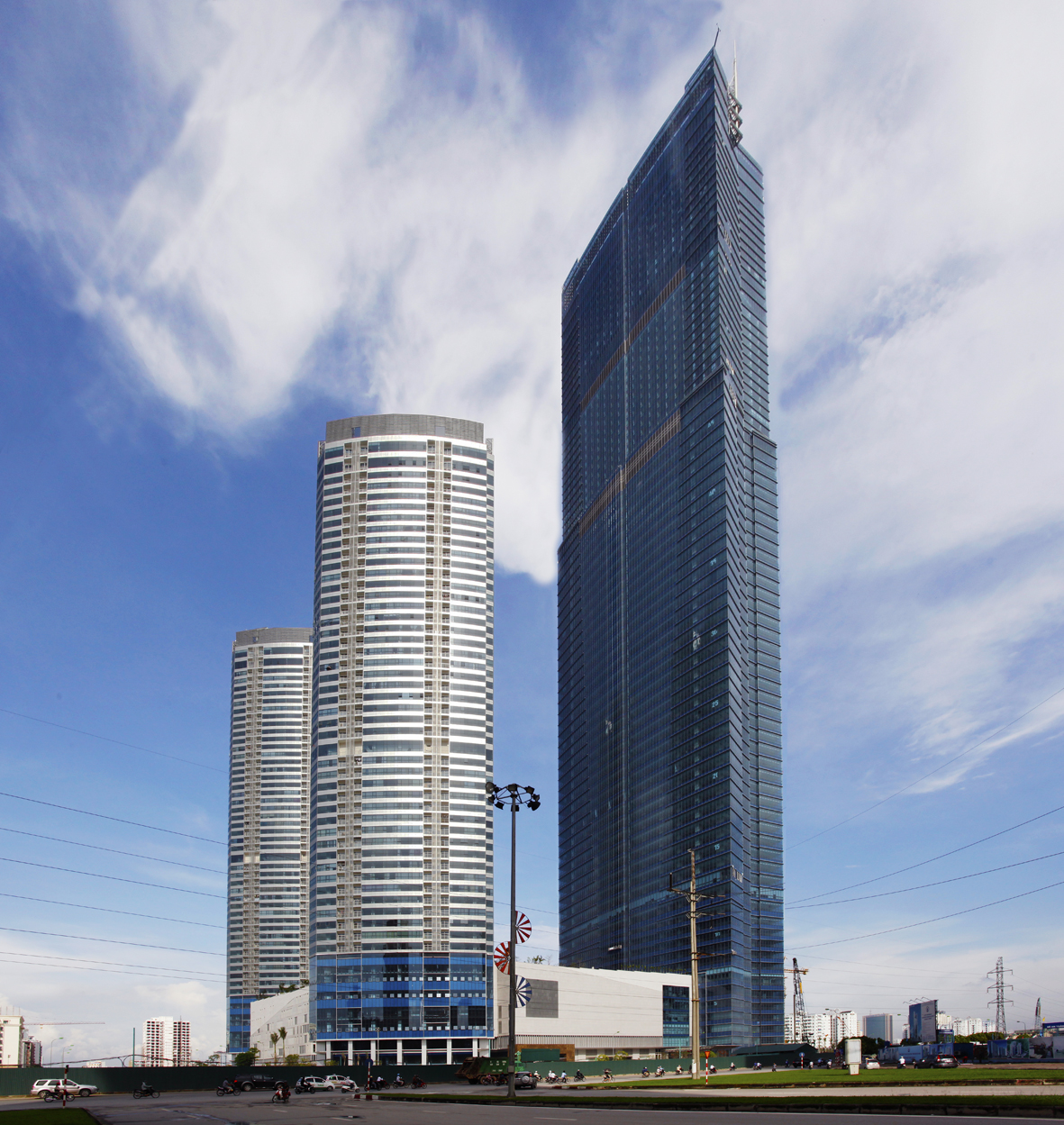
Toà nhà Landmark 72 hoàn thành năm 2011, cao nhất quận Nam Từ Liêm đồng thời giữ vị trí cao nhất Hà Nội và thứ 2 Việt Nam.

Quận Nam Từ Liêm có 10 đơn vị hành chính cấp xã trực thuộc, bao gồm 10 phường: Cầu Diễn, Mỹ Đình 1, Mỹ Đình 2, Phú Đô, Mễ Trì, Trung Văn, Đại Mỗ, Tây Mỗ, Phương Canh, Xuân Phương.
| \| Tên \| Diện tích (km²) \| Dân số (người) \| Mật độ (người/km²) \| \| ------------------------------------------------------------------ \| --------------- \| -------------- \| ------------------ \| \| Cầu Diễn \| 1,79 \| 27.017 \| 15.093 \| \| Mỹ Đình 1 \| 2,28 \| 30.264 \| 13.273 \| \| Mỹ Đình 2 \| 1,94 \| 33.666 \| 17.353 \| \| Phú Đô \| 2,39 \| 15.983 \| 6.687 \| \| Mễ Trì \| 4,67 \| 32.169 \| 6.888 \| \| Trung Văn \| 2,78 \| 43.757 \| 15.739 \| \| Đại Mỗ \| 4,98 \| 32.920 \| 6.610 \| \| Tây Mỗ \| 6,05 \| 28.808 \| 4.761 \| \| Phương Canh \| 2,61 \| 20.117 \| 7.707 \| \| Xuân Phương \| 2,76 \| 17.743 \| 6.428 \| \| Nguồn: Thông báo 64/TB-UBND năm 2022 của UBND thành phố Hà Nội.[4] \| \| \| \| |                 |                |                    |
| Tên | Diện tích (km²) | Dân số (người) | Mật độ (người/km²) |
| Cầu Diễn | 1,79            | 27.017         | 15.093             |
| Mỹ Đình 1 | 2,28            | 30.264         | 13.273             |
| Mỹ Đình 2 | 1,94            | 33.666         | 17.353             |
| Phú Đô | 2,39            | 15.983         | 6.687              |
| Mễ Trì | 4,67            | 32.169         | 6.888              |
| Trung Văn | 2,78            | 43.757         | 15.739             |
| Đại Mỗ | 4,98            | 32.920         | 6.610              |
| Tây Mỗ | 6,05            | 28.808         | 4.761              |
| Phương Canh | 2,61            | 20.117         | 7.707              |
| Xuân Phương | 2,76            | 17.743         | 6.428              |
| Nguồn: Thông báo 64/TB-UBND năm 2022 của UBND thành phố Hà Nội. |                 |                |                    |

## Đường phố
- Bùi Xuân Phái
- Cao Xuân Huy
- Cầu Cốc
- Châu Văn Liêm
- Cương Kiên
- Đại lộ Thăng Long
- Do Nha
- Đại Linh
- Đại Mỗ
- Đình Thôn
- Đỗ Đình Thiện
- Đỗ Đức Dục
- Đỗ Xuân Hợp
- Đồng Me
- Đồng Sợi
- Dương Đình Nghệ
- Dương Khuê
- Duy Tân
- Hàm Nghi
- Hồ Tùng Mậu
- Hoài Thanh
- Hoàng Trọng Mậu
- Hòe Thị
- Hồng Đô
- Hữu Hưng
- Huy Du
- Lê Đức Thọ
- Lê Quang Đạo
- Lương Thế Vinh
- Lưu Hữu Phước
- Mạc Thái Tổ
- Mạc Thái Tông
- Mễ Trì
- Mễ Trì Hạ
- Mễ Trì Thượng
- Miếu Đầm
- Miêu Nha
- Mỹ Đình
- Ngọc Trục
- Nguyễn Cơ Thạch
- Nguyễn Đổng Chi
- Nguyễn Hoàng
- Nguyễn Quốc Trị
- Nguyễn Trãi
- Nguyễn Văn Giáp
- Nguyễn Văn Luyện
- Nguyễn Xuân Nguyên
- Nhổn
- Phạm Hùng
- Phú Đô
- Phú Mỹ
- Phúc Diễn
- Phùng Khoang
- Phương Canh
- Quang Tiến
- Sa Đôi
- Tân Mỹ
- Tây Mỗ
- Thanh Bình
- Thị Cấm
- Thiên Hiền
- Tố Hữu
- Tôn Thất Thuyết
- Trần Bình
- Trần Hữu Dực
- Trần Văn Cẩn
- Trần Văn Lai
- Trịnh Văn Bô
- Trung Thư
- Trung Văn
- Tu Hoàng
- Tú Mỡ
- Vũ Hữu
- Vũ Quỳnh
- Vũ Trọng Khánh
- Xuân Phương

## Địa điểm nổi tiếng
- Trụ sở Bộ Nội vụ
- Trụ sở Bộ Tài nguyên và Môi trường
- Trung tâm Hội nghị Quốc gia Việt Nam
- Bảo tàng Hà Nội
- Sân vận động Quốc gia Mỹ Đình
- Khu liên hợp thể thao quốc gia Mỹ Đình
- Trung tâm huấn luyện thể thao quốc gia I
- Bệnh viện Y học cổ truyền Bộ Công an
- Bến xe khách Mỹ Đình
- Công viên Mễ Trì
- Công viên Mỹ Đình
- Công viên Phùng Khoang
- Công viên CV1 Cầu Giấy
- Đại lộ Thăng Long
- Hồ Mễ Trì
- Khu đô thị Mỹ Đình - Mễ Trì
- Khu đô thị Mỹ Đình I
- Khu đô thị Mỹ Đình II
- Khu đô thị Cầu Diễn
- Khu đô thị Đại Mỗ
- Khu đô thị Tây Mỗ
- Khu đô thị Phùng Khoang
- Khu đô thị Trung Văn
- Khu đô thị Mễ Trì Thượng
- Khu đô thị Mễ Trì Hạ
- Khu đô thị Xuân Phương Vigracera
- Khu đô thị Xuân Phương Residence
- Khu đô thị Foresa Xuân Phương Tasco
- Khu đô thị Vinhomes Gardenia
- Khu đô thị Vinhomes Sky Lake
- Khu đô thị Vinhomes West Point
- Khu đô thị FLC Premier Park Đại Mỗ
- Khu đô thị Louis City Đại Mỗ
- Khu đô thị Five Star Mỹ Đình
- Khu đô thị Vinhomes Green Bay Mễ Trì
- Khu đô thị FLC Garden City
- Khu đô thị Dream Town Tây Mỗ
- Nhà thờ Phùng Khoang
- Khu đô thị Vinhomes Smart City Tây Mỗ

## Giao thông

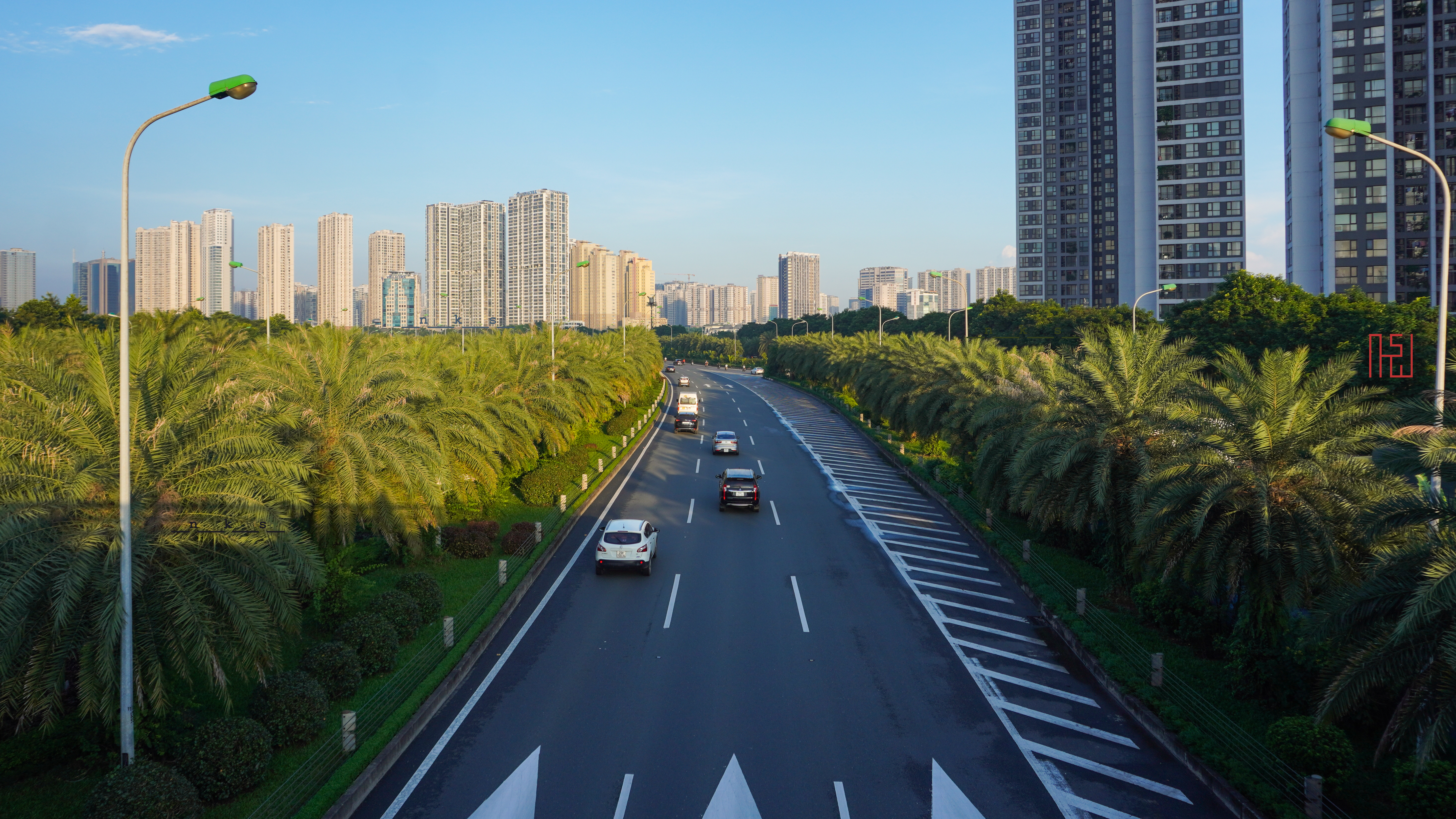
Đại lộ Thăng Long

### Đường bộ
Có quốc lộ 32, tỉnh lộ 70A, tuyến đường sắt vận chuyển hàng hóa Bắc Hồng - Văn Điển và đại lộ Thăng Long chạy qua.

### Hệ thống đường sắt đô thị
■ Tuyến số 3: (Quận Bắc Từ Liêm) ← Ga Cầu Diễn → (Quận Cầu Giấy)
Các dự án đường sắt đô thị đi qua địa bàn quận là các tuyến số 3 (Trôi - Nhổn - Yên Sở), tuyến số 5 (Hồ Tây - An Khánh), tuyến số 6 (Nội Bài - Ngọc Hồi), tuyến số 7 (Mê Linh - Ngọc Hồi), tuyến số 8 (An Khánh - Dương Xá) trong đó tuyến số 3 đoạn Nhổn - Ga Hà Nội (một phần của tuyến Trôi - Nhổn - Yên Sở) hiện đang được thi công; tuyến số 2A chính thức vận hành vào quý IV-2021; tuyến số 5 hiện đang được đầu tư xây dựng.

### Hệ thống xe buýt

#### Điểm đầu cuối và trung chuyển
- Bến xe Mỹ Đình (09B, 16, 21B, 22B, 30, 46, 53B, 64, 74, 87, 88, 103A, 103B, 109, 157, E01)
- SVĐ Quốc gia (26, 56A, 104)
- Khu đô thị Trung Văn (22A)
- Cầu Diễn (84, E03)
- Vinhomes Smart City (E04, E05, E06, E07, E09)

#### Các tuyến xe buýt hoạt động:
| Tuyến xe buýt                                           | Ghi chú                                                    | Lộ trình trong khu vực quận Nam Từ Liêm |
| ------------------------------------------------------- | ---------------------------------------------------------- | --- |
| BRT01(Bến xe Yên Nghĩa - Kim Mã)                        |                                                            | ... - Tố Hữu -... |
| 01(Bến xe Gia Lâm - Bến xe Yên Nghĩa)                   |                                                            | ... - Nguyễn Trãi -... |
| 02(Bác Cổ - Bến xe Yên Nghĩa)                           |                                                            | ... - Nguyễn Trãi -... |
| 05(Linh Đàm - Phú Diễn)                                 |                                                            | ... - Tôn Thất Thuyết - Nguyễn Hoàng - Hàm Nghi - Hồ Tùng Mậu -... |
| 09B(Bờ Hồ - Bến xe Mỹ Đình)                             | Hoạt động Thứ 2 đến 18:00 Thứ 6 hàng tuần                  | ... - Phạm Hùng - Bến xe Mỹ Đình |
| 09BCT(Trần Khánh Dư - Bến xe Mỹ Đình)                   | Hoạt động 18:00 Thứ 6 đến Chủ nhật (tránh tuyến phố đi bộ) | ... - Phạm Hùng - Bến xe Mỹ Đình |
| 13(Công viên nước Hồ Tây - Cổ Nhuế (HVCS))              |                                                            | ... - Hồ Tùng Mậu -... |
| 16(Bến xe Mỹ Đình - Bến xe Nước Ngầm)                   |                                                            | Bến xe Mỹ Đình - Phạm Hùng -... |
| 19(Trần Khánh Dư - Học viện Chính sách và Phát triển)   |                                                            | ... - Nguyễn Trãi -... |
| 20A(Cầu Giấy - Bến xe Sơn Tây)                          |                                                            | ... - Hồ Tùng Mậu -... - Nhổn -... |
| 20B(Nhổn - Bến xe Sơn Tây)                              |                                                            | ... - Nhổn -... |
| 21A(Bến xe Giáp Bát - Bến xe Yên Nghĩa)                 |                                                            | ... - Nguyễn Trãi -... |
| 21B(Duyên Thái - Bến xe Mỹ Đình)                        |                                                            | ... - Phạm Hùng - Bến xe Mỹ Đình |
| 22A(Bến xe Gia Lâm - KĐT Trung Văn)                     |                                                            | ... - Phạm Hùng - Đỗ Đức Dục - Miếu Đầm - Cầu vượt Mễ Trì - Cương Kiên - KĐT Trung Văn (đối diện tòa nhà CT1A) |
| 22B(KĐT Kiến Hưng - Bến xe Mỹ Đình)                     |                                                            | ... - Phạm Hùng - Bến xe Mỹ Đình |
| 22C(Bến xe Giáp Bát - KĐT Dương Nội)                    |                                                            | ... - Nguyễn Trãi -... |
| 26(Mai Động - SVĐ Quốc gia)                             |                                                            | ... - Lê Đức Thọ - Trần Hữu Dực - Đỗ Xuân Hợp - SVĐ Quốc gia (đối diện Bệnh viện Thể thao) |
| 27(Bến xe Yên Nghĩa - Nam Thăng Long)                   |                                                            | ... - Nguyễn Trãi -... |
| 29(Bến xe Giáp Bát - Tân Lập)                           |                                                            | ... - Phạm Hùng - Hồ Tùng Mậu -... - Nhổn -... |
| 30(KĐT Gamuda - Bến xe Mỹ Đình)                         | Hoạt động Thứ 2 đến 18:00 Thứ 6 hàng tuần                  | ... - Dương Đình Nghệ - Phạm Hùng - Bến xe Mỹ Đình |
| 30CT(KĐT Gamuda - Bến xe Mỹ Đình)                       | Hoạt động 18:00 Thứ 6 đến Chủ nhật (tránh tuyến phố đi bộ) | ... - Dương Đình Nghệ - Phạm Hùng - Bến xe Mỹ Đình |
| 32(Bến xe Giáp Bát - Nhổn)                              |                                                            | ... - Hồ Tùng Mậu -... |
| 33(CCN Thanh Oai - Xuân Đỉnh)                           |                                                            | ... - Tố Hữu - Trung Thư - Đồng Sợi - Cương Kiên - Cầu vượt Mễ Trì - Miếu Đầm - Đỗ Đức Dục - Phạm Hùng -... |
| 34(Trung tâm hành chính huyện Gia Lâm - Bến xe Mỹ Đình) |                                                            | ... - Phạm Hùng - Bến xe Mỹ Đình |
| 35A(Trần Khánh Dư - Nam Thăng Long)                     |                                                            | ... - Phạm Hùng -... |
| 39(Công viên Nghĩa Đô - Tứ Hiệp)                        |                                                            | ... - Phạm Hùng -... |
| 46(Bến xe Mỹ Đình - Đông Anh)                           |                                                            | Bến xe Mỹ Đình - Phạm Hùng -... |
| 49(Trần Khánh Dư - Nhổn)                                |                                                            | ... - Nguyễn Cơ Thạch - Trần Hữu Dực - Trịnh Văn Bô - Xuân Phương -... |
| 50(Long Biên - KĐT Vân Canh)                            |                                                            | ... - Phạm Hùng - Mễ Trì - Lê Quang Đạo - Lê Đức Thọ - Trần Hữu Dực - Trịnh Văn Bô - Xuân Phương -... |
| 53B(Bến xe Mỹ Đình - Kim Hoa (Mê Linh))                 |                                                            | Bến xe Mỹ Đình - Phạm Hùng -... |
| 56A(SVĐ Quốc gia - Núi Đôi)                             |                                                            | ... - Hồ Tùng Mậu - Nguyễn Cơ Thạch - Đỗ Xuân Hợp - SVĐ Quốc gia (đối diện cổng làng Tân Mỹ) |
| 57(Nam Thăng Long - KCN Phú Nghĩa)                      |                                                            | ... - Xuân Phương - Miêu Nha - Tây Mỗ - Đại Mỗ -... |
| 60A(KĐT Pháp Vân Tứ Hiệp - Công viên nước Hồ Tây)       |                                                            | ... - Phạm Hùng -... |
| 60B(Bến xe Nước Ngầm - BV Nhiệt đới TW CS2)             |                                                            | ... - Phạm Hùng -... |
| 61(Dục Tú (Đông Anh) - Công viên Cầu Giấy)              |                                                            | ... - Phạm Hùng - Tôn Thất Thuyết -... |
| 64(Bến xe Mỹ Đình - Phố Nỉ)                             |                                                            | Bến xe Mỹ Đình - Phạm Hùng - Phạm Văn Đồng -... |
| 68(Hà Đông - Sân bay Nội Bài)                           |                                                            | ... - Nguyễn Trãi -... |
| 74(Bến xe Mỹ Đình - Xuân Khanh)                         |                                                            | Bến xe Mỹ Đình - Phạm Hùng - Mễ Trì - Lê Quang Đạo - Đại lộ Thăng Long -... |
| 84(Cầu Diễn - KĐT Linh Đàm)                             |                                                            | Chiều đi: Cầu Diễn (cạnh Trạm y tế phường Cầu Diễn) - Nguyễn Văn Giáp - Hàm Nghi - Nguyễn Cơ Thạch - Trần Hữu Dực - Lê Đức Thọ - Đường vào nghĩa trang Phú Mỹ - Mỹ Đình - Trần Bình - Nguyễn Hoàng - Phạm Hùng - Dương Đình Nghệ -... Chiều về:... - Dương Đình Nghệ - Phạm Hùng - Nguyễn Hoàng - Đường cạnh bến xe Mỹ Đình - Mỹ Đình - Đường vào nghĩa trang Phú Mỹ - Lê Đức Thọ - Trần Hữu Dực - Nguyễn Cơ Thạch - Hàm Nghi - Nguyễn Văn Giáp - Cầu Diễn (cạnh trạm y tế phường Cầu Diễn) |
| 85(Công viên Cầu Giấy - KĐT Thanh Hà)                   |                                                            | ... - Tố Hữu - Vũ Trọng Khánh -... |
| 87(Bến xe Mỹ Đình - Quốc Oai - Xuân Mai)                |                                                            | Bến xe Mỹ Đình - Phạm Hùng - Đại lộ Thăng Long -... |
| 88(Bến xe Mỹ Đình - Hòa Lạc - Xuân Mai)                 |                                                            | Bến xe Mỹ Đình - Phạm Hùng - Mễ Trì - Lê Quang Đạo - Đại lộ Thăng Long -... |
| 89(Bến xe Yên Nghĩa - Thạch Thất - Bến xe Sơn Tây)      |                                                            | ... - Đại Mỗ - Hữu Hưng -... |
| 92(Nhổn - (Phú Sơn (Ba Vì))                             |                                                            | ... - Nhổn -... |
| 97(Hoài Đức - Công viên Nghĩa Đô)                       |                                                            | ... - Xuân Phương - Trịnh Văn Bô - Trần Hữu Dực - Lê Đức Thọ - Nguyễn Hoàng - Phạm Hùng - Duy Tân -... |
| 103A(Bến xe Mỹ Đình - Chùa Hương)                       |                                                            | Bến xe Mỹ Đình - Phạm Hùng -... - Tố Hữu - Vũ Trọng Khánh -... |
| 103B(Bến xe Mỹ Đình - Hồng Quang (Ứng Hòa) - Hương Sơn) |                                                            | Bến xe Mỹ Đình - Phạm Hùng -... - Tố Hữu - Vũ Trọng Khánh -... |
| 104(SVĐ Quốc gia - Bến xe Nước Ngầm)                    |                                                            | SVĐ Quốc gia - Đỗ Xuân Hợp - Tân Mỹ - Lê Đức Thọ - Đường vào trường cao đẳng nghề Trần Hưng Đạo - Mỹ Đình - Thiên Hiền - Phạm Hùng - Dương Đình Nghệ -... |
| 105(Đô Nghĩa - Cầu Giấy)                                |                                                            | ... - Nguyễn Trãi -... |
| 107(Kim Mã - Làng VHDL các dân tộc Việt Nam)            |                                                            | ... - Đại lộ Thăng Long -... |
| 109(Bến xe Mỹ Đình - Sân bay Nội Bài)                   |                                                            | Bến xe Mỹ Đình - Phạm Hùng -... |
| 117(Nhổn - Hòa Lạc)                                     |                                                            | ... - Nhổn -... |
| 157(Bến xe Mỹ Đình - Bến xe Sơn Tây)                    |                                                            | Bến xe Mỹ Đình - Phạm Hùng - Mễ Trì - Châu Văn Liêm - Đại lộ Thăng Long -... |
| E01(Bến xe Mỹ Đình - Vinhomes Ocean Park)               |                                                            | Bến xe Mỹ Đình - Phạm Hùng -... |
| E03(Cầu Diễn - Vinhomes Ocean Park)                     |                                                            | Cầu Diễn (Trạm y tế phường Cầu Diễn) - Nguyễn Văn Giáp - Hàm Nghi - Nguyễn Hoàng - Phạm Hùng -... |
| E04(Vinhomes Smart City - Vincom Long Biên)             |                                                            | Khu đô thị Vinhomes Smart City (đối diện Vincom MegaMall) - Đường nội bộ KĐT Vinhomes Smart City - Tây Mỗ - Đại Mỗ -... - Nguyễn Trãi -... |
| E05(Long Biên - Cầu Giấy - Vinhomes Smart City)         |                                                            | ... - Đại lộ Thăng Long - Đường nội bộ KĐT Vinhomes Smart City - Khu đô thị Vinhomes Smart City (đối diện Vincom MegaMall) |
| E06(Bến xe Giáp Bát - Vinhomes Smart City)              |                                                            | ... - Nguyễn Trãi -... - Đường nội bộ KĐT Vinhomes Smart City - Khu đô thị Vinhomes Smart City (đối diện Vincom MegaMall) |
| E07(Long Biên - Cửa Nam - Vinhomes Smart City)          |                                                            | ... - Đại lộ Thăng Long - Đường nội bộ KĐT Vinhomes Smart City - Khu đô thị Vinhomes Smart City (đối diện Vincom MegaMall) |
| E09(Vinhomes Smart City - Công viên nước Hồ Tây)        |                                                            | Khu đô thị Vinhomes Smart City (đối diện Vincom MegaMall) - Đường nội bộ KĐT Vinhomes Smart City - Đại lộ Thăng Long -... |

## Giáo dục
Một số trường THPT như: Trường THPT Việt Đức, Trường THPT Tây Mỗ,...
Các trường thuộc ĐHQGHN: Trường Đại học Việt - Nhật, Trường Quản trị và Kinh doanh. Một số trường khác: Trường Đại học Hòa Bình, Trường Cao đẳng FPT Polytechnic, Trường Đại học Công nghệ Đông Á,..

## Danh nhân
- Nguyễn Quý Đức - Nhà thơ, nhà giáo, nhà sử học, nhà chính trị Việt Nam thời Lê trung hưng
- Nghiêm Xuân Yêm - Kĩ sư nông nghiệp và chính khách Việt Nam
- Trịnh Đình Trọng - Nhà cách mạng Việt Nam
- Xuân Thủy - Nhà thơ, Bộ trưởng Bộ Ngoại giao Việt Nam
- Trần Duy Hưng - Bác sĩ, Chủ tịch Ủy ban Nhân dân Thành phố Hà Nội
- Trúc Khê - Nhà văn, dịch giả

### Lĩnh vực khác
- Quang Tèo - danh hài